# کارل کنسل
کارل کنسل (چکی: Karel Knesl; ۸ آوریل ۱۹۴۲ – ۳ سپتامبر ۲۰۲۰) بازیکن فوتبال اهل چکسلواکی بود.
از باشگاه‌هایی که در آن بازی کرده‌است می‌توان به باشگاه فوتبال ویکتوریا پلزن، باشگاه فوتبال اسلاویا پراگ، و دوکلا پراگ اشاره کرد.
وی همچنین در تیم ملی فوتبال چکسلواکی بازی کرده‌است.
وی در مسابقات کشوری و بین‌المللی در مجموع برندهٔ ۱ مدال نقره شده‌است.